# Суонси (Тасмания)
Суонси (англ. Swansea) — небольшой город на востоке Тасмании (Австралия). Согласно переписи 2016 года, население Суонси составляло 645 человек.

## География

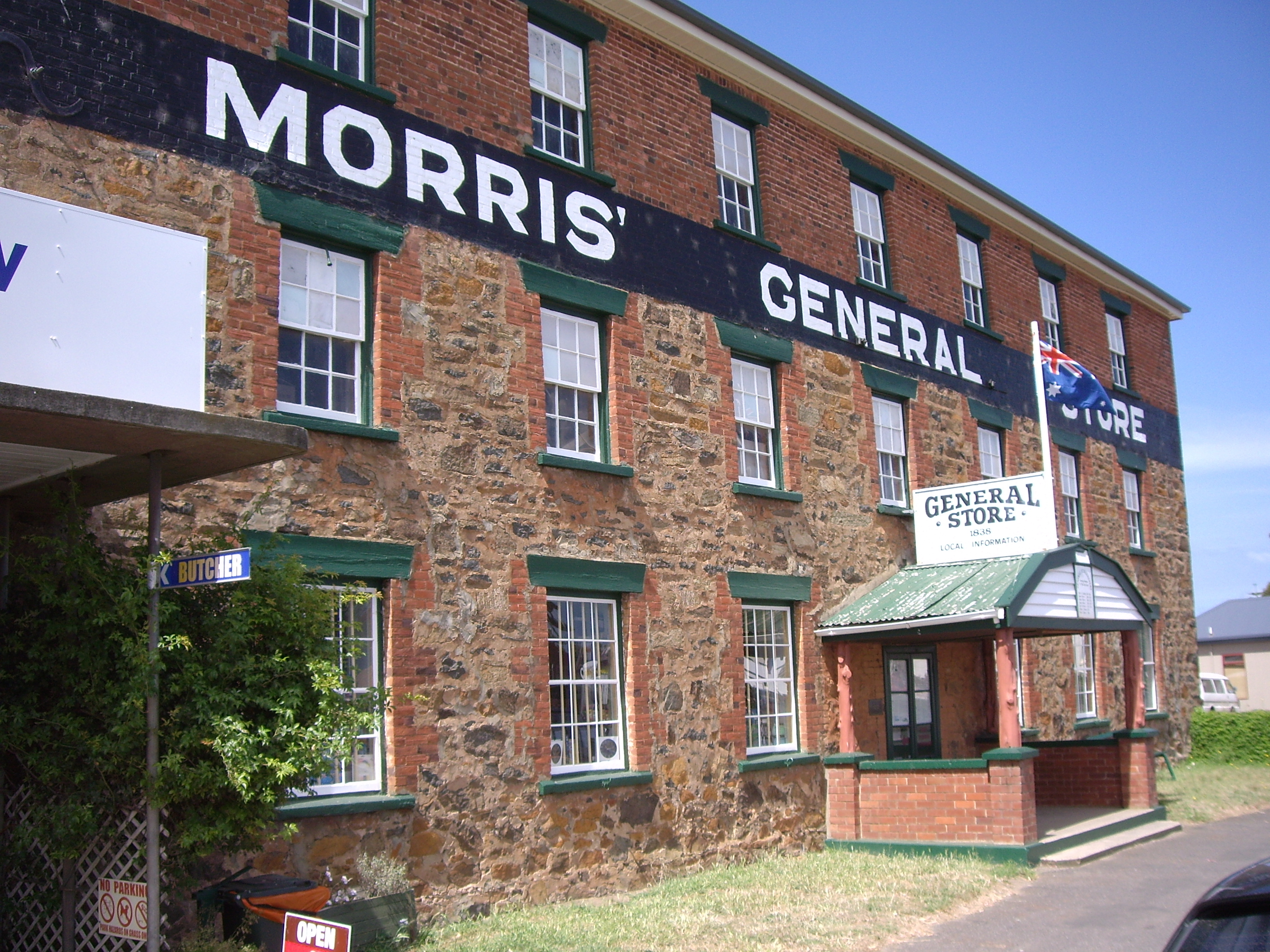
Morris General Store на центральной улице Суонси

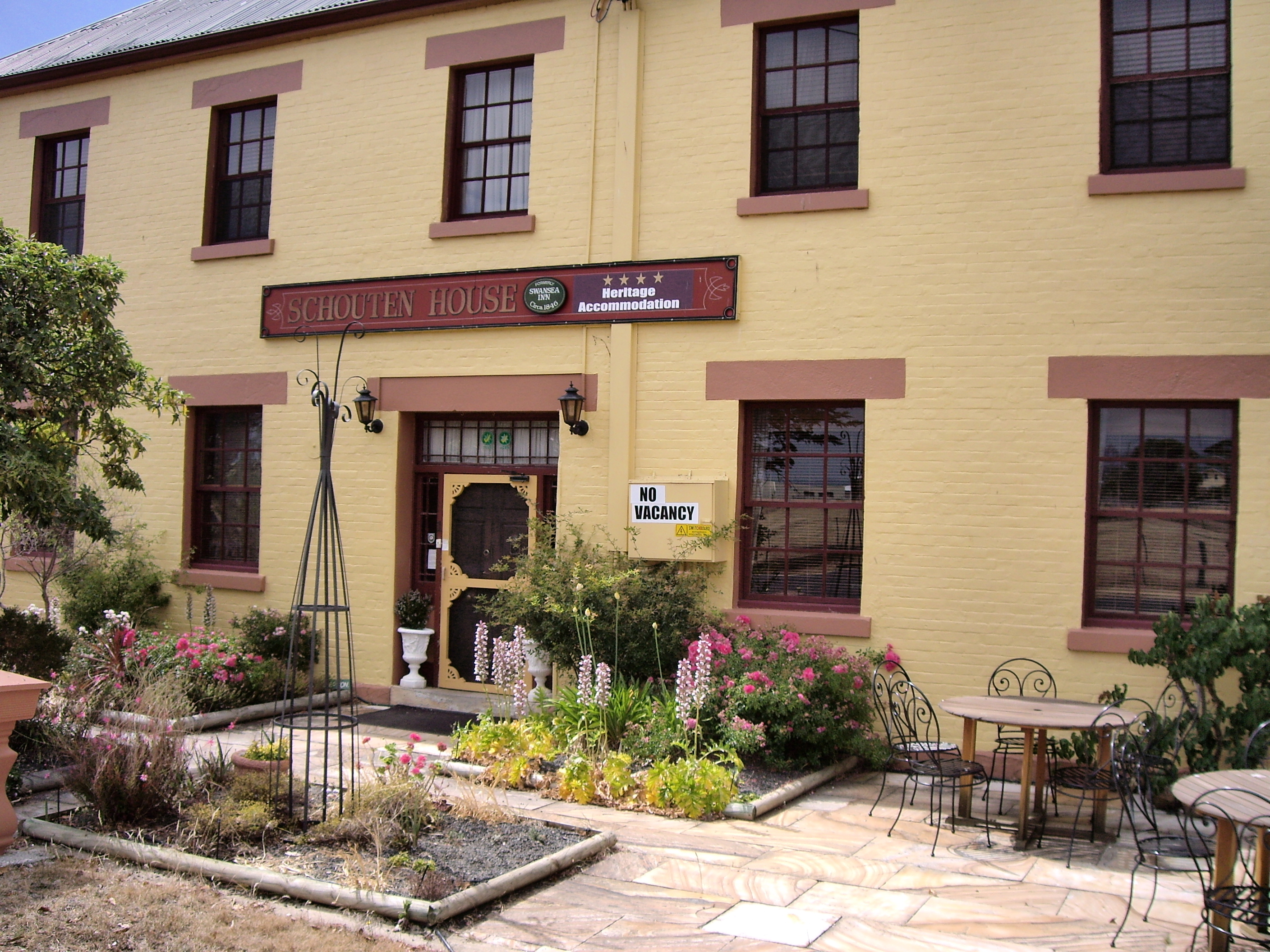
Гостиница Schouten House в Суонси

Суонси расположен на восточном побережье острова Тасмания, у самой северо-западной оконечности залива Грейт-Ойстер-Бей (Great Oyster Bay). С восточной стороны этот залив ограничен полуостровом Фрейсине (Freycinet Peninsula) и, южнее, островом Шутен (Schouten Island), на которых расположен Национальный парк Фрейсине (Freycinet National Park). Со стороны Суонси через залив открывается вид на горную гряду Хазардс (The Hazards), расположенную в северной части полуострова Фрейсине.
Рядом с Суонси начинается песчаная коса Долфин-Сэндс (Dolphin Sands), которая ограничивает залив Грейт-Ойстер-Бей с севера. На косе находится «девятимильный пляж» (англ. Nine-Mile Beach), а севернее косы — лагуна Молтинг (Moulting Lagoon), образованная реками Эспли (Aspley) и Суон (Swan), впадающими в залив Грейт-Ойстер-Бей в его северо-восточной части. Вдоль косы идёт дорога Dolphin Sands Road.
Суонси принадлежит к району местного самоуправления Гламорган-Спринг-Бей (Glamorgan Spring Bay), центр которого находится в городе Трайабанна.

## История
Впервые берег залива Грейт-Ойстер-Бей был исследован экспедицией Джона Генри Кокса в 1789 году, а в 1827 году на месте Суонси был основан военный пост и гарнизонное поселение, которое получило название Грейт-Суонпорт (Great Swanport). Там же находилась колония для преступников Rocky Hills Probation Station.

## Население
Согласно переписи населения 2016 года, население Суонси составляло 645 человек, 47,6 % мужчин и 52,4 % женщин. Средний возраст жителей Суонси составлял 64 года.
| 1996 | 2001 | 2006 | 2011 | 2016 |
| ---- | ---- | ---- | ---- | ---- |
| 495  | 519  | 557  | 597  | 645  |

## Транспорт
Через Суонси проходит автомобильная дорога  Тасман-Хайвей (Tasman Highway), идущая от Хобарта. Расстояние от Хобарта до Суонси — примерно 134 км. От Суонси дорога  продолжается на северо-восток до Бишено и далее на север, вдоль восточного побережья Тасмании, к городам Сент-Мэрис и Сент-Хеленс.
Примерно в 10 км севернее Суонси от  на запад ответвляется автомобильная дорога  Лейк-Лик-Хайвей (Lake Leake Highway), ведущая к городу Кэмпбелл-Таун.